# Lincoln (partido)
Lincoln (Partido de Lincoln) is een partido in de Argentijnse provincie Buenos Aires. Het bestuurlijke gebied telt 41.127 inwoners. Tussen 1991 en 2001 steeg het inwoneraantal met 1,32 %.

## Plaatsen in partido Lincoln
- Arenaza
- Balsa
- Bayauca
- Bermúdez
- Carlos Salas
- Coronel Martínez de Hoz
- El Triunfo
- Fortín Vigilancia
- Las Toscas
- Lincoln
- Pasteur
- Roberts
- Triunvirato